# Лаврово (Сафоновский район)
Лаврово — деревня в Смоленской области России, в Сафоновском районе. Население – 1 житель (2007 год) . Расположена в центральной части области в 43 км к северо-востоку от города Сафонова, в 17 км севернее автодороги М1 «Беларусь». В 21 км южнее от деревни железнодорожная станция Алфёрово	 на линии Москва — Минск. Входит в состав Старосельского сельского поселения.

## История
В годы Великой Отечественной войны деревня была оккупирована гитлеровскими войсками в сентябре 1941 года, освобождена в 1943 году.